# Cryptopone rotundiceps
Cryptopone rotundiceps är en myrart som först beskrevs av Carlo Emery 1914.  Cryptopone rotundiceps ingår i släktet Cryptopone och familjen myror. Inga underarter finns listade i Catalogue of Life.

## Bildgalleri

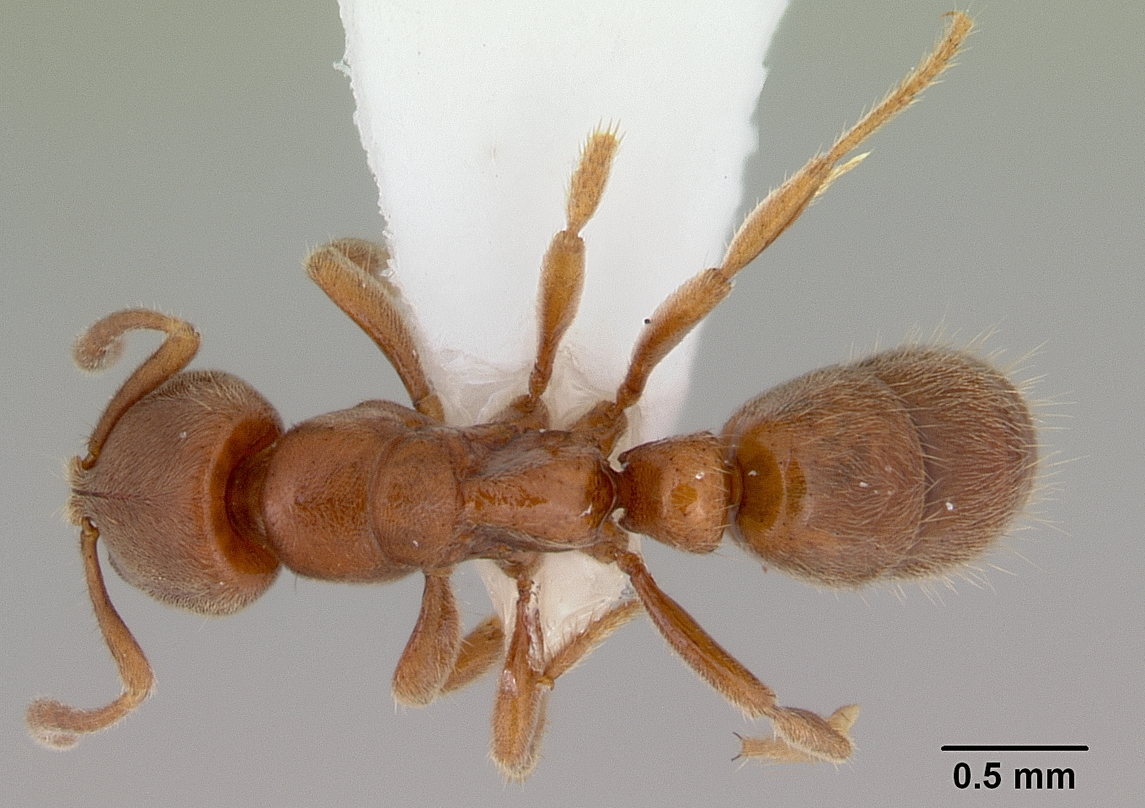
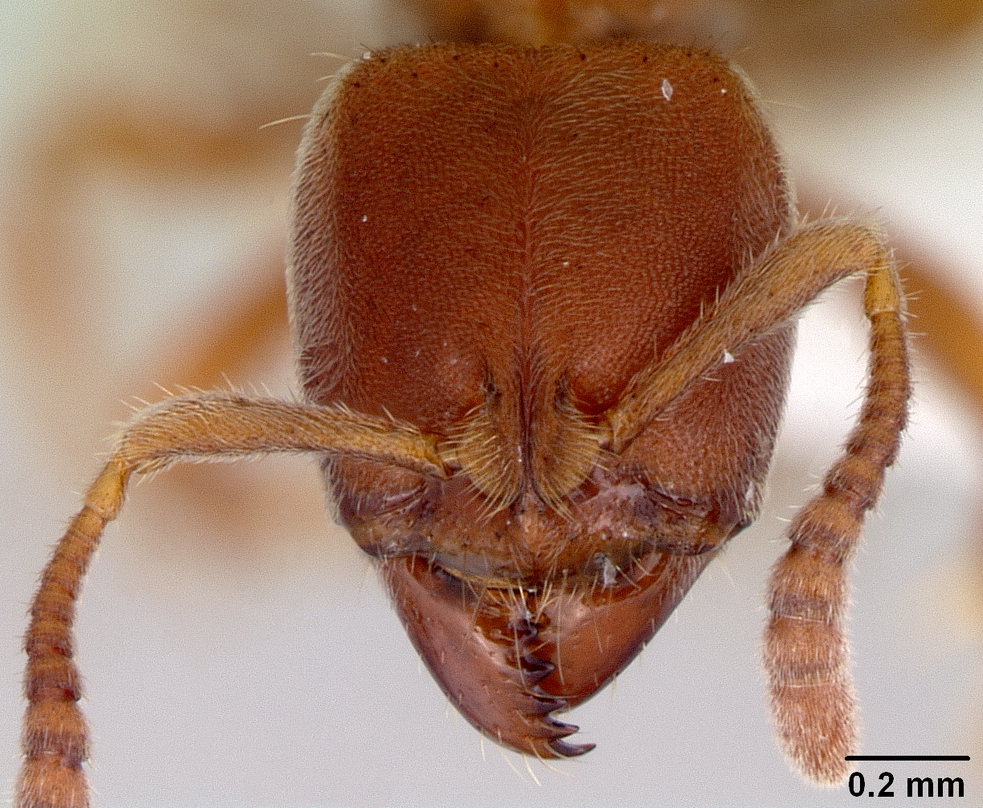
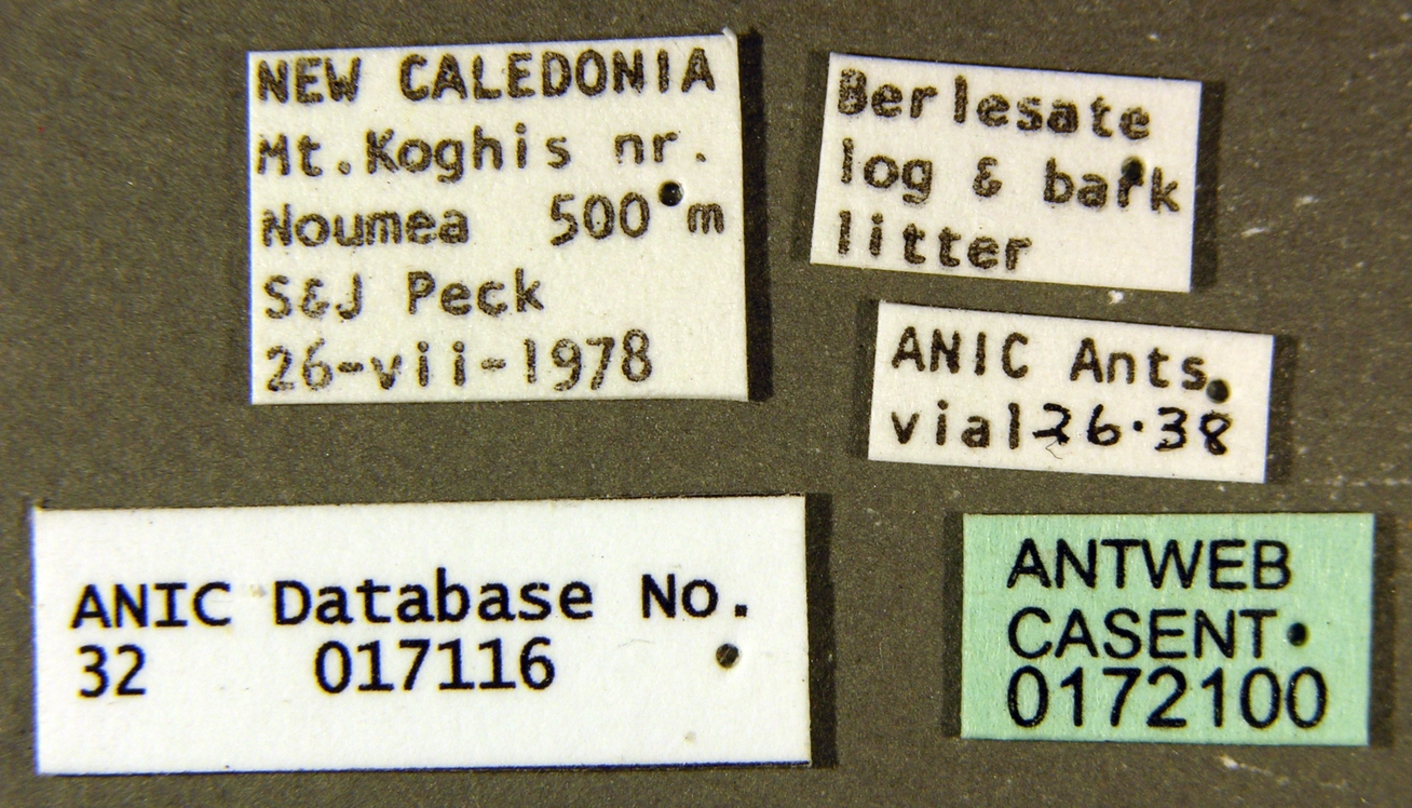
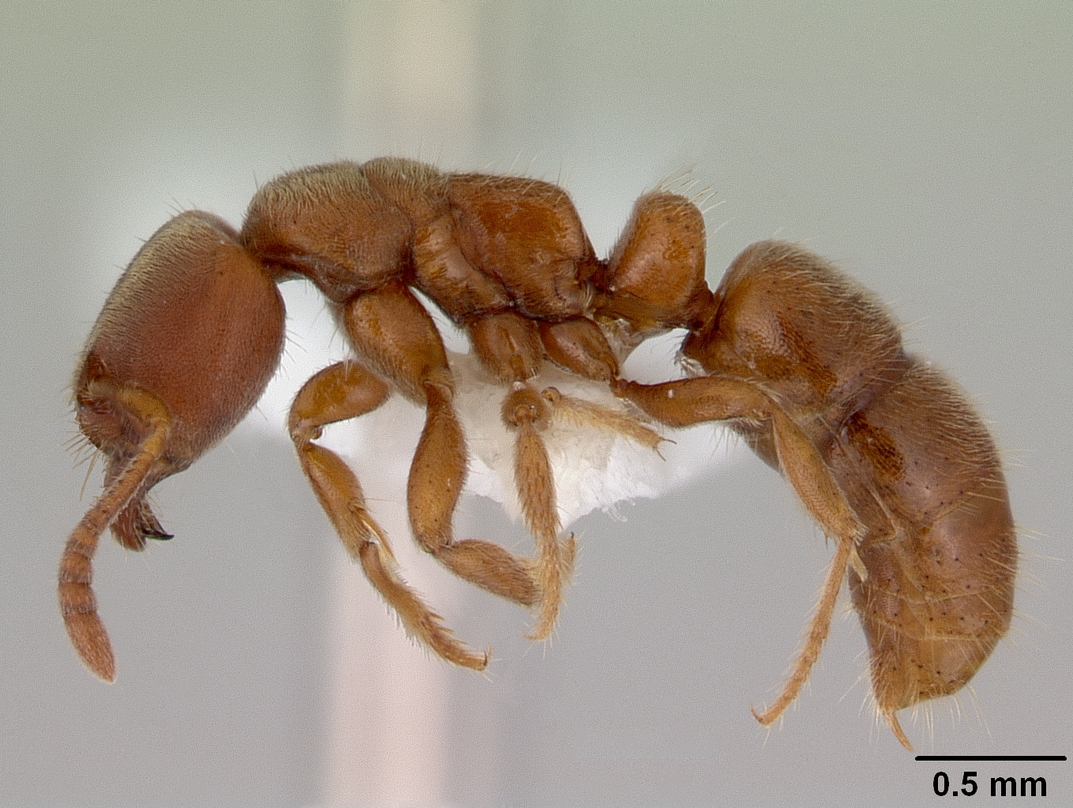
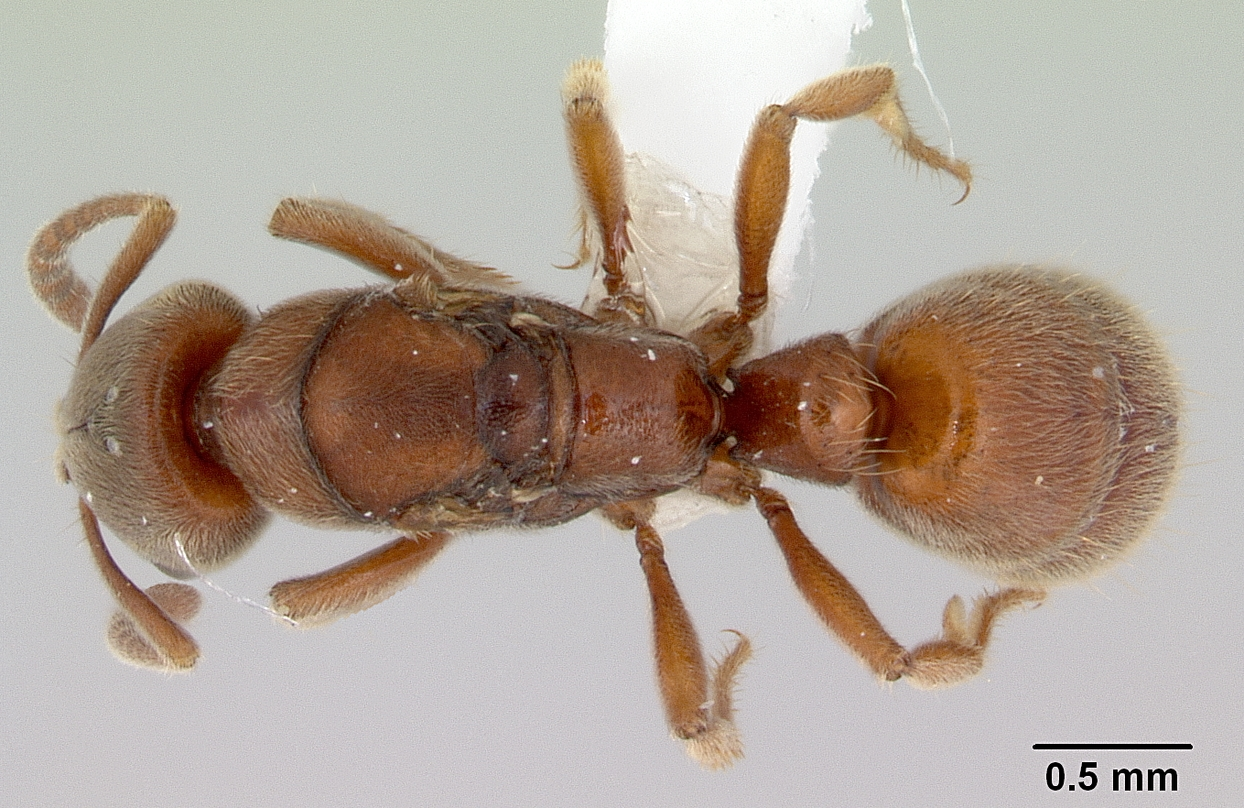
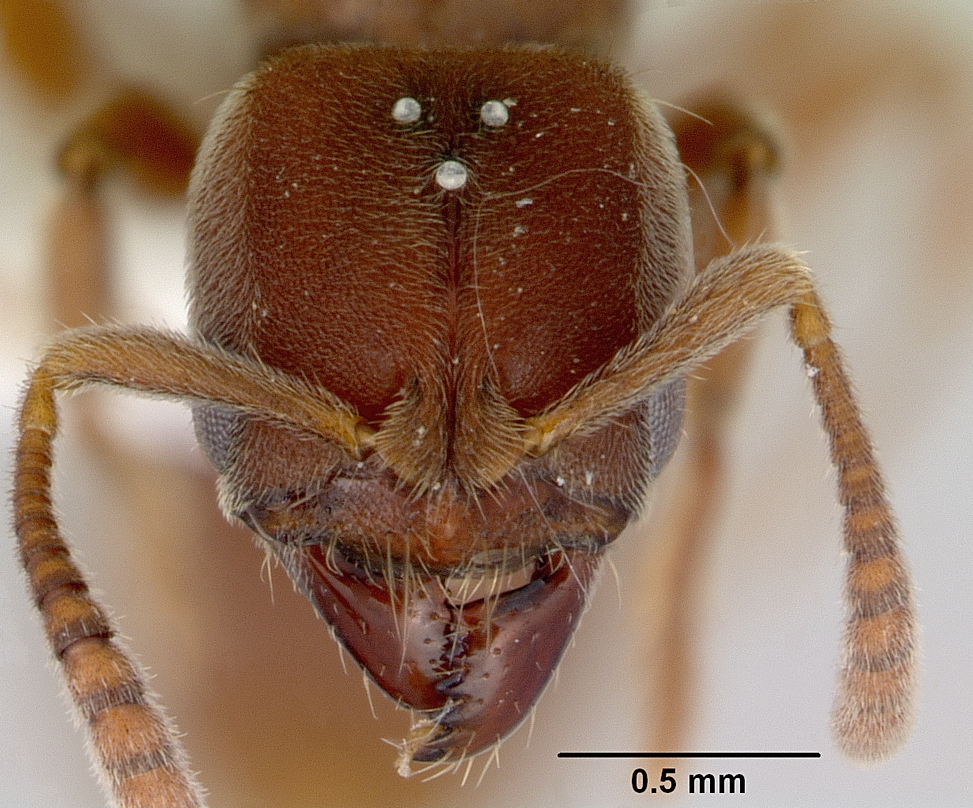